# Twerking
Twerking er en dans, hvor danseren går ned i knæ, sætter hænderne på lårene og ryster med bagdelen. Twerking indgår ofte som element i pole dance.
| Dans | Spire Denne artikel om dans eller danseudtryk er en spire som bør udbygges. Du er velkommen til at hjælpe Wikipedia ved at udvide den. |